# Walshia
Walshia är ett släkte av fjärilar. Walshia ingår i familjen stävmalar.
Kladogram enligt Catalogue of Life:
| Walshia | \| \| Walshia dispar \| \| \| \| \| \| Walshia exemplata \| \| \| \| \| \| Walshia pentapyrga \| \| \| \| \| \| Walshia similis \| \| \| \| |
|         | \| \| Walshia dispar \| \| \| \| \| \| Walshia exemplata \| \| \| \| \| \| Walshia pentapyrga \| \| \| \| \| \| Walshia similis \| \| \| \| |
|         | Walshia dispar |
|         | |
|         | Walshia exemplata |
|         | |
|         | Walshia pentapyrga |
|         | |
|         | Walshia similis |
|         | |